# Seyid Cəfər Pişəvəri
Seyid Cəfər Pişəvəri (pers. سید جعفر پیشه‌وری ; w literaturze polskojęzycznej spotyka się również transkrypcję Sajjid Dżafar Piszewari lub Peszawari, w j. ros. Сеид Джафар Пишевари; ur. 1893, zm. 11 czerwca 1947) – irański działacz komunistyczny, w latach 1945-1946 premier Autonomicznej Republiki Azerbejdżanu, autonomicznego państwa Azerów w północnym Iranie utworzonego pod auspicjami ZSRR.

## Życiorys
Z pochodzenia był Azerem. Działacz socjalistyczny, należał do partii bolszewickiej i brał udział w tworzeniu Republiki Gilańskiej w latach 1920-1921. Wiele lat spędził w ZSRR.
W listopadzie 1945 stanął na czele rządu Autonomicznej Republiki Azerbejdżanu, który mógł zaistnieć dzięki obecności wojsk radzieckich w północnym Iranie (kryzys irański). Utworzył własną Demokratyczną Partię Azerbejdżanu, łączącą hasła komunistyczne z żądaniami autonomii kulturalnej irańskich Azerów, niezależną od największej irańskiej socjalistycznej partii Tude, której przywódców Pişəvəri nie cenił. Sformował również ochotnicze oddziały zbrojne. Kierowana przez niego republika nie odłączyła się od Iranu, deklarując autonomię w jego granicach, jednak separatystyczny charakter organizmu państwowego nie budził wątpliwości.
Jego rząd zainicjował umiarkowane reformy społeczne, utworzył system powszechnej służby zdrowia, wprowadził pełną kontrolę cen i ustawodawstwo antykorupcyjne. Nakazał również konfiskatę dóbr ziemskich właścicieli, którzy opuścili republikę, i rozdzielenie ich wśród chłopów. Ustanowił również język azerski językiem urzędowym autonomicznej prowincji w miejsce perskiego. W Tebrizie otwarty został uniwersytet oraz szereg azerskich instytucji kulturalnych, które pod rządami Rezy Szacha nie mogły funkcjonować. W ich rozwijaniu rząd wspierali nauczyciele, dziennikarze i działacze przybyli z Azerbejdżańskiej SRR. Niektórzy z nich liczyli na to, że terytorium Iranu zamieszkiwane przez Azerów zostanie wcielone do ZSRR. Do utworzenia w ten sposób "Wielkiego Azerbejdżanu" dążył m.in. pierwszy sekretarz Komunistycznej Partii Azerbejdżanu Mir Cəfər Bağırov. Z administracji republiki usunięto osoby pochodzenia nieazerskiego.
Do rządzonej przez Pişəvəriego Autonomicznej Republiki Azerbejdżanu napływali natomiast radzieccy instruktorzy wojskowi oraz funkcjonariusze NKWD, czego celem było pełne podporządkowanie republiki Związkowi Radzieckiemu. Postępowanie wojsk radzieckich, wdrożenie policyjnych środków rządzenia i kłopoty ekonomiczne sprawiły, że popularność Pişəvəriego zaczęła spadać. Ostatecznie Józef Stalin, pod naciskiem mocarstw zachodnich, postanowił jednak wycofać się z Iranu. W końcu r. 1946 pozbawiona radzieckiego wsparcia Autonomiczna Republika Azerbejdżanu została zlikwidowana przez wojsko irańskie; główni działacze Demokratycznej Partii Azerbejdżanu emigrowali do ZSRR. Pişəvəri osiadł w Azerbejdżańskiej SRR. Nigdy jednak nie zyskał całkowitego zaufania miejscowych działaczy partyjnych i w 1947 zginął w niewyjaśnionych okolicznościach w wypadku samochodowym.